# Vanrhynsdorp
Vanrhynsdorp is een dorp met 6300 inwoners, in de regio West-Kaap in Zuid-Afrika. De plaats is gelegen in de gemeente Matzikama.

## Subplaatsen
Het nationaal instituut voor de statistiek, Stats SA, deelt sinds de census 2011 deze hoofdplaats in in 2 zogenaamde subplaatsen (sub place):
Maskamsig • Vanrhynsdorp SP.